# Rudolf Höhnl
Rudolf Höhnl (ur. 21 kwietnia 1946 w Perninku) – czechosłowacki skoczek narciarski. Jego największym sukcesem jest zdobycie brązowego medalu na mistrzostwach świata w 1974 w Falun. Ponadto zajął czwarte miejsce podczas mistrzostw świata w 1970 w Wysokich Tatrach na normalnej skoczni oraz piąte miejsce podczas mistrzostw świata w lotach w 1973 w Oberstdorfie.
W 1971 zwyciężył w zawodach o Puchar Przyjaźni.

## Mistrzostwa świata
- Indywidualnie
  - 1970 Vysoké Tatry (CSK) – 4. miejsce (normalna skocznia)
  - 1974 Falun (SWE) – brązowy medal (duża skocznia)

## Mistrzostwa świata w lotach
- Indywidualnie
  - 1973 Oberstdorf (RFN) – 5. miejsce